# Motor gráfico
Motor gráfico, ou motor de renderização, ou motor 3D (do inglês graphics engine ou rendering engine) é um software especializado em renderização (exibição) de cenas 2D e/ou 3D. Comumente são construídos sobre uma biblioteca gráfica, como OpenGL e DirectX (mas podem ser construídos sem o uso destas).
Um motor gráfico não deve ser confundido com um motor de jogo, pois o mesmo possui funcionalidades para tratar, além de gráficos, audio, física, conexões em rede, entre outras funcionalidades.
Motores gráficos modernos implementam recursos orientados a objetos, como grafos de cena e entidades.